# Ivan Motika
Ivan Motika (Gimino, 3 agosto 1907 – Zagabria, 20 ottobre 1999) è stato un partigiano, politico e avvocato jugoslavo accusato di crimini legati ai massacri delle foibe durante la seconda guerra mondiale.

## Biografia

### I primi anni in Istria
Nato nella località di Sandali di Gimino da madre contadina e da padre ignoto nell'allora Istria austroungarica, cominciò gli studi nella scuola croata di Canfanaro, ma con l'annessione al Regno d'Italia nel 1918 la scuola venne chiusa. Frequentò allora la scuola croata di Gimino fino all'aprile 1921, quando un giorno gli squadristi circondarono la scuola, sequestrarono tutti i libri in lingua croata e li bruciarono nella piazza della Chiesa.

### Gli studi e la guerra
A questo punto Motika fu mandato dalla madre al ginnasio di Karlovac nel Regno di Jugoslavia e completò gli studi all'Università di Zagabria laureandosi in giurisprudenza. 
Dopo l'invasione della Jugoslavia, nel 1941 venne arruolato nelle forze collaborazioniste slovene dei Domobranci dopo esser stato arrestato dagli Ustascia, ma nel marzo 1942, a Karlovac, disertò ed entrò nelle file dei partigiani titini. Venne inviato a combattere prima nella zona di Fiume e poi in Istria a Sandali.
Nel dicembre 1942 i suoi parenti furono arrestati a Milino Grande di Pinguente e rinchiusi nel carcere di Forlì. Nel dicembre 1943 furono internati dai nazisti a Moosburg an der Isar in Baviera nello Stalag VII-A.

### La caduta del fascismo e il "Tribunale del popolo" di Pisino
Dopo la caduta del fascismo Motika affermò di essere stato solo un propagandista e non una personalità di rilievo tra i titini, mentre secondo altre fonti sarebbe stato proprio lui a trattare la resa dei Carabinieri di Pisino del colonnello Monteverde l'8 settembre 1943 ai partigiani jugoslavi.
Il 26 settembre a Pisino un Comitato provvisorio di 28 persone con le decisioni di Pisino annunciò la separazione dell'Istria dall'Italia e Motika venne nominato a capo del "Tribunale del popolo" dell'OZNA dell'Istria. Tito aveva scelto Pisino come capoluogo dell'Istria perché Pola era in mano tedesca, ma già il 2 ottobre quasi tutta l'Istria era già sotto il controllo dei Tedeschi, che tre giorni dopo occuparono anche Pisino, cosicché terminò il breve primo periodo di controllo titino. Secondo la storiografia italiana Motika aveva l'incarico della slavizzazione dell'Istria, facendo torturare e uccidere nel Castello di Montecuccoli e poi infoibando gli italiani.. Secondo l'accusa dell'indagine italiana degli anni novanta Motika in questo periodo era a capo di 300 "guardie del popolo", esecutori materiali della pulizia etnica degli italiani nei pochi giorni di occupazione titina-
Dopo la rioccupazione tedesca della penisola tra ottobre e dicembre il maresciallo Arnaldo Harzarich dei Vigili del Fuoco di Pola cominciò l'estrazione delle salme dalle foibe riuscendo ad estrarre 203 salme, in seguito il Commissario Federale del Partito Fascista Repubblicano di Pola, Luigi Bilucaglia, redasse una lista di 349 nomi, in gran parte fascisti. Da allora Motika venne ricordato come il "boia di Pisino".

### Il dopoguerra
In seguito alla "Legge sull'ordinamento dei tribunali popolari" del 4 settembre 1945 Motika venne nominato nella Pubblica Accusa presso il Tribunale circondariale per l'Istria e il 5 settembre 1947 fu il delegato jugoslavo che ricevette le chiavi della città di Pola dal colonnello Baltzer, comandante della guarnigione britannica, dopo il passaggio della città in mano jugoslava in seguito al trattato di Parigi del 10 febbraio.
Appoggiò l'ala vicina al Cominform della Lega dei Comunisti di Jugoslavia, quindi venne eletto deputato al Parlamento di Belgrado e nominato magistrato a Karlovac, ma per le sue posizioni venne accusato di opportunismo e carrierismo e fu proposta la sua decadenza da deputato.

### La fine della Jugoslavia e l'indagine sui crimini commessi in Istria
L'8 maggio 1996 il pm Giuseppe Pititto presso la Procura di Roma aprì un'indagine sui crimini commessi in Istria dal 1943 al 1947, ma si scontrò subito con il ministro sloveno Zoran Thaler e l'ex ministro degli Esteri croato, Zvonimir Separović, che definirono l'inchiesta un'operazione elettorale per favorire la destra alle elezioni politiche.
L'indagine era partita dalla testimonianza di Nidia Cernecca (1936-2020), figlia del segretario comunale di Gimino Giuseppe Cernecca, che accusò Motika di aver torturato, ucciso e decapitato il padre il 2 ottobre 1943 dopo avergli estratto dalla bocca due denti d'oro.
Il 25 agosto dello stesso anno Motika venne rintracciato dal giornalista Fausto Biloslavo a Rovigno, dove trascorreva le vacanze. Il giornalista pubblicò una breve intervista sul settimanale Epoca, dove Motika veniva definita "Priebke rosso", mentre lui si proclamava "innocente come Gesù cristo".
L'indagine per omicidio pluriaggravato per le stragi delle foibe avvenute in Istria tra il 1943 e il 1947 si concluse il 13 novembre 1997 con la sentenza di non luogo a procedere da parte del gup di Roma, Alberto Macchia, perché i "reati commessi su parte del territorio nazionale, successivamente ceduta ad altro Stato, devono considerarsi come commessi in territorio straniero".
Motika, essendo ex cittadino italiano, fino alla morte ricevette anche una pensione INPS, che suscitò molto scalpore e Vittorio Spinelli dell'ufficio stampa dell'INPS rispose che le quasi 32 000 pensioni erogate nell'ex Jugoslavia non erano accompagnate da una fedina penale.
Motika ha sempre affermato di aver mai torturato e imprigionato prigionieri e che il comandante a Pisino era un certo Stemberga di Albona.